# Goas
Goas település Franciaországban, Tarn-et-Garonne megyében. Lakosainak száma 37 fő (2022. január 1.). Goas Le Causé, Faudoas és Maubec községekkel határos.

## Népesség
A település népességének változása:
| Lakosok száma | 40   | 37   | 37   | 37   | 37   | 37   | 37   | 37   |
|               | 2013 | 2015 | 2017 | 2018 | 2019 | 2020 | 2021 | 2022 |